# Menahem Degani
Menahem Degani, nato Zeev Korman (in ebraico מנחם קורמן‎?; Tel Aviv, 18 agosto 1927 – 23 novembre 2018), è stato un cestista israeliano.

## Carriera
Con Israele ha partecipato alle Olimpiadi del 1952.

## Palmarès
- Campionato israeliano: 3

Maccabi Tel Aviv: 1953-54, 1954-55, 1956-57
- Coppa di Israele: 1

Maccabi Tel Aviv: 1955-56